# Cibotogaster auricollis
Cibotogaster auricollis är en tvåvingeart som först beskrevs av Enrico Adelelmo Brunetti 1907.  Cibotogaster auricollis ingår i släktet Cibotogaster och familjen vapenflugor. Inga underarter finns listade i Catalogue of Life.